# Шънян J-6
„Шънян J-6“ (означение на износните варианти F-6) е китайски изтребител от второ поколение, копие на съветския „МиГ-19“. Това е първият свръхзвуков изтребител на Китай.

## Разработка и описание
Въпреки кратката служба на МиГ-19 в СССР, китайците решават да произведат свое копие, оценявайки маневреността и оръдейното въоръжение на съветската машина. J-6 се произвежда от 1958 до 1981, и влиза на въоръжение в Китайските военновъздушни сили през 1961. За тези 23 години са произведени около 3000 самолета от всички варианти. От 1961 започва по-стриктен контрол върху качеството на самолетите, а първоначалния проблем със силните вибрации бива решен.
Подобно на МиГ-19, J-6 е сравнително бавен със своята максимална скорост от 1540 км/ч, но е забележително маневрен, лесен за управление на малки височини и има учудващо голяма скороподемност, което го прави ефективен за близък въздушен бой.

## Варианти
- J-6A – базов модел, копие на МиГ-19ПФ, изтребител за всякакви метеорологични условия с радар и две 30 мм оръдия.
- J-6B – сходен с МиГ-19ПМ, въоръжен с две ракети PL-1 (китайско копие на К-5)
- J-6C – дневен изтребител с три 30 мм оръдия и парашут в основата на опашката
- J-6 Xin – сходен с J-6А, но с по-различен нос за да се вмести по-нов радар
- J-6III – прототип за едноместен дневен изтребител
- JJ-6 – двуместен учебно-боеви вариант, по-дълъг с 84 см и въоръжен с едно 30 мм оръдие
- JZ-6 – разузнавателен вариант с фотооборудване
- Нанчан Q-5 – силно модифициран самолет за огнева поддръжка.

## Употреба

### Индия и Пакистан
През 1971 Пакистан успява да свали няколко индийски МиГ-21. Пакистанските самолети са били разпределени в три ескадрили, които извършват общо над 1000 мисии срещу Индия. Пакистанските ВВС загубват едва 4 самолета.

### Виетнам
Виетнам използва успешно своите J-6 на малка височина срещу американските самолети, защото е по-маневрен (въпреки че е по-бавен) от МиГ-21. Въпреки това самолетите се използват в по-късните етапи на войната.

### Огаденска война
Сомалия използва J-6 в Огаденската война, но без голям успех заради кубинските пилоти с модерни самолети, сражаващи се на страната на Етиопия. Въпреки това някои екземпляри оцеляват до 1991, когато Сомалия изпада в анархия и армията престава да съществува като институция.

### Угандийско-танзанийска война
По време на войната танзанийските J-6 е трябвало да отбиват атаките на угандийските МиГ-15 и МиГ-17.

### Камбоджа
При управлението на Червените кхмери, Камбоджа използва своите самолети за въздушна поддръжка и нападения срещу наземни обекти на Виетнам.

## Оператори
- Китай – само в учебни и разузнавателни поделения
- Иран – 18
- Северна Корея – над 100
- Мианмар – 2

### Бивши
- Албания
- Бангладеш
- Виетнам
- Египет
- Зимбабве
- Ирак
- Камбоджа
- Пакистан
- Сомалия
- Судан
- Танзания